# Торгова
Торгова — гірська річка в Україні, у Коломийському районі Івано-Франківської області у Галичині. Права притока Отинського Потоку (басейн Дністра).

## Опис
Довжина річки 16 км, похил річки 5,2 м/км, площа басейну водозбору 29,6 км², найкоротша відстань між витоком і гирлом — 12,27 км, коефіцієнт звивистості річки — 1,3. Формується багатьма безіменними струмками. У селищі Отинія біля річки пролягає автошлях Н10.

## Розташування
Бере початок у селі Богородичин. Тече переважно на північний захід через Торговицю, Закрівці, Грабич і на північно-східній околиці селища Отинія впадає в Отинський Потік, правий доплив річки Ворони.